# Viola emarginata
Viola emarginata là một loài thực vật có hoa trong họ Hoa tím. Loài này được (Nutt.) Leconte miêu tả khoa học đầu tiên năm 1827.